# مزن ركامي

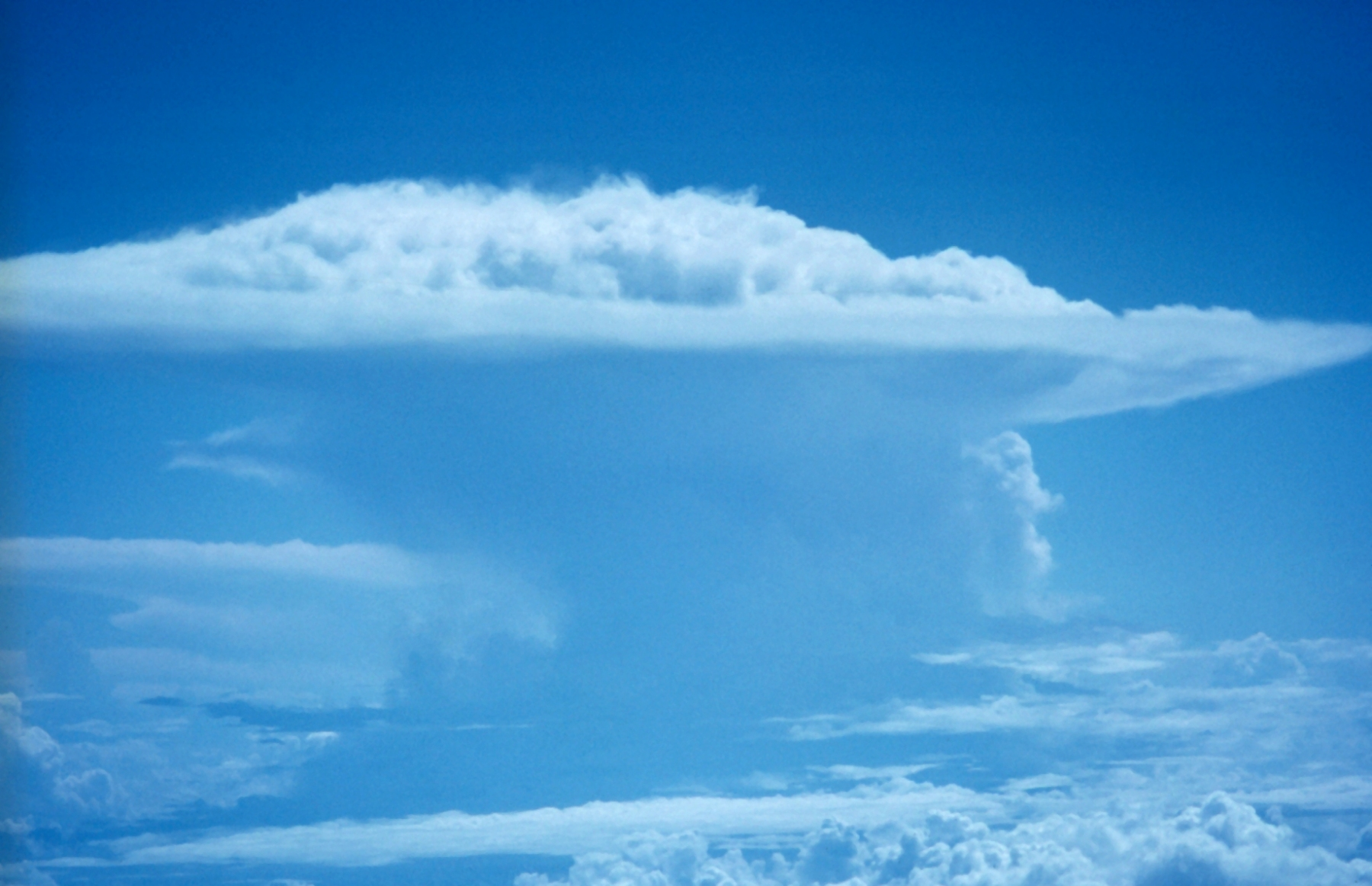
مزن ركامي

المُزْن الركامي أو الرُّكَام أو السحاب الركامي المُزْنيّ أو المَحمُوميّ أو المُكْفَهِرّ أو الصيب (بالإنجليزية: Cumulonimbus cloud)‏ هي نوع من أنواع السحب والذي يكون على شكل عمودي كثيف على ارتفاعات منخفضة نسبياً من على سطح الأرض. سمي هذا النوع من السحاب باسم المزن لأن المزن في اللغة العربية هو السحاب ذو الماء أو ثقيل الوزن. والاسم اللاتيني لهذا السحاب الركامي يشير إلى ذلك أيضاً، حيث أن الركام تعني تراكمي أو كثيف، ونيمبوس غيمة ماطرة.
يكون هذا النوع من السحب حاملاً للمطر، حيث يترافق عادة مع عواصف رعدية ومع حدوث عدم ثباتية جوية. تتشكل المزن الركامية من بخار الماء المحمول من تيارات الهواء القوية الصاعدة إلى الأعلى. يمكن أن يكون التشكل فردياً أو على شكل عناقيد تراكمية، أو على شكل خطوط زوابع جبهة باردة. يمكن أن يترافق مع تشكل هذه السحب حدوث برق واضطرابات جوية مثل الأعاصير.
سحب ركامية (من اللاتينية الركامية، «تنهال» ونيمبوس، «عاصفة ممطرة») هي كثيفة، شاهق العمودية سحابة، تشكيل من بخار الماء التي يحملها قوية تيارات الهواء الصاعدة. إذا لوحظت هذه الغيوم أثناء العاصفة، فقد يشار إليها بالرؤوس الرعدية. يمكن أن تتشكل الركام الركامي بمفرده، في مجموعات، أو على طول خطوط الجبهة الباردة. هذه الغيوم قادرة على إنتاج البرق والطقس القاسي الخطير، مثل الأعاصير وحجارة البَرَد. سحب ركامية التقدم من متعاظمة الغيوم الركامية والسحب الركامية وربما تطوير كجزء من سوبرسل.

## مظهر

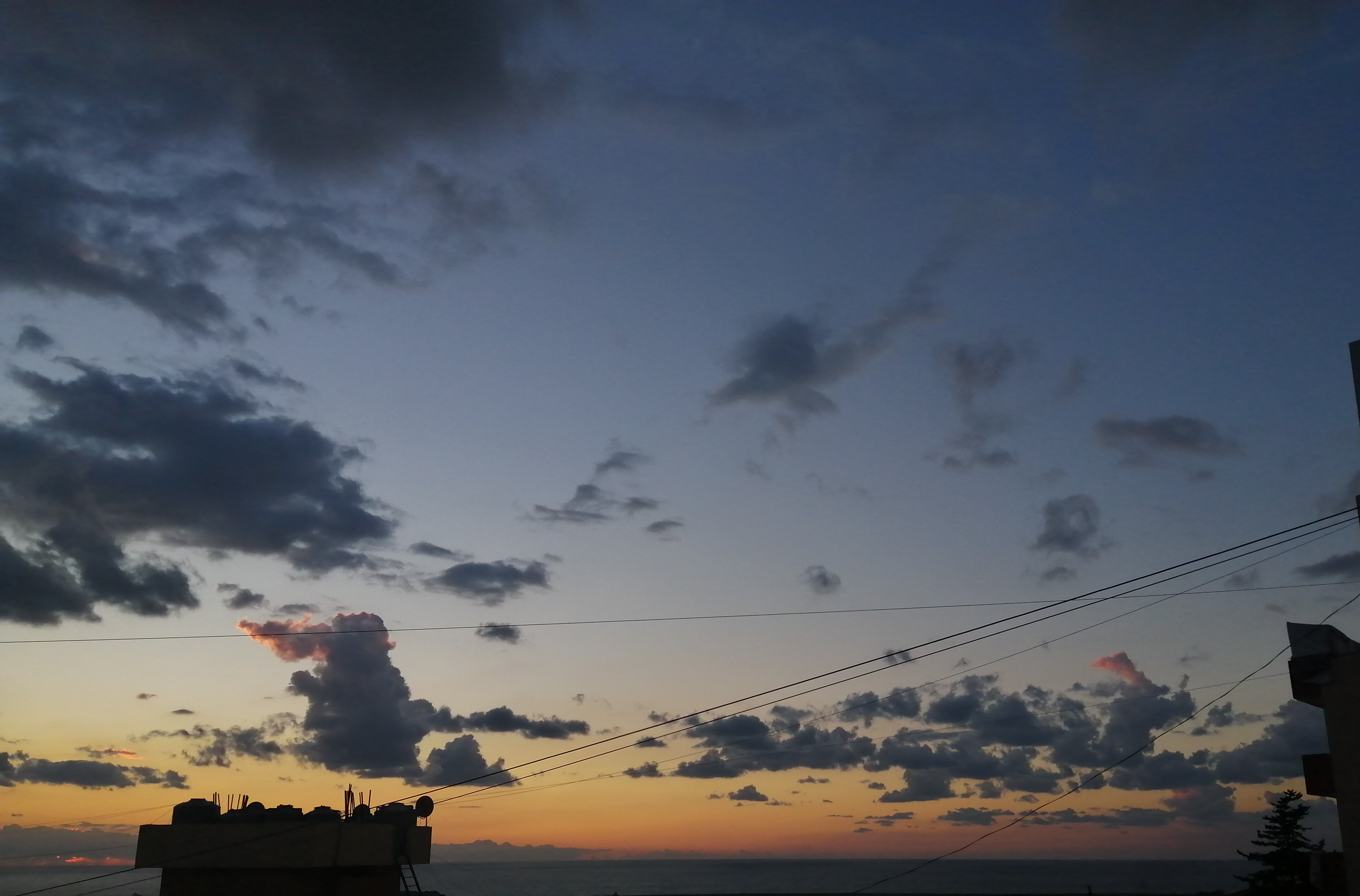
مزن ركامي يزين سطح السماء التي بدأت تصبح أكثر ظلامًا بفعل الغروب

عادةً ما تكون السحب الركامية الشاهقة مصحوبة بسحب ركامية أصغر. قد تمتد قاعدة الركام المتراكم عدة كيلومترات عبر وتحتل ارتفاعات منخفضة إلى متوسطة - تتشكل على ارتفاع من حوالي 200 إلى 4,000 متر (660 إلى 13,120 قدم). تصل القمم عادة إلى ما يصل إلى 12,000 متر (39,000 قدم)، مع حالات قصوى تصل إلى 21,000 متر (69,000 قدم) أو أكثر. تتميز متطورة الغيوم المكفهرة التي كتبها شقة، سندان أعلى تشبه (سندان القبة)، والناجمة عن الرياح جز أو انعكاس قرب التروبوبوز. قد يسبق رف السندان المكون الرأسي للسحابة الرئيسية لعدة كيلومترات، ويكون مصحوبًا ببرق. من حين لآخر، تتجاوز الطرود الهوائية المرتفعة مستوى التوازن (بسبب الزخم) وتشكل قمة التجاوز التي ‏ تبلغ ذروتها عند أقصى مستوى للطرد. عندما يتم تطويرها عموديًا، فإن هذه السحب الأكبر من بين جميع السحب تمتد عادةً عبر مناطق السحابة الثلاثة. حتى أصغر سحابة ركامية تقزم جيرانها بالمقارنة.

### صنف
- السحب الركامية: سحابة ذات قمة منتفخة، تشبه احتقان الركام الذي تتطور منه؛ في ظل الظروف الصحيحة، يمكن أن تصبح عبارة عن رأس ركامي.
- سحب ركامية كابيلوتس: سحابة ذات قمة تشبه الرخويات، ذات حواف ليفية.[12]

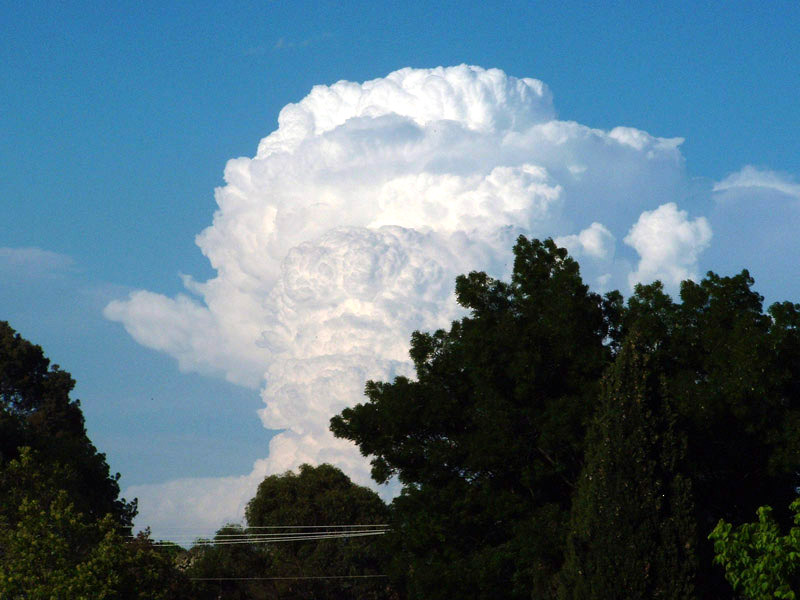
ركامية كالفوس
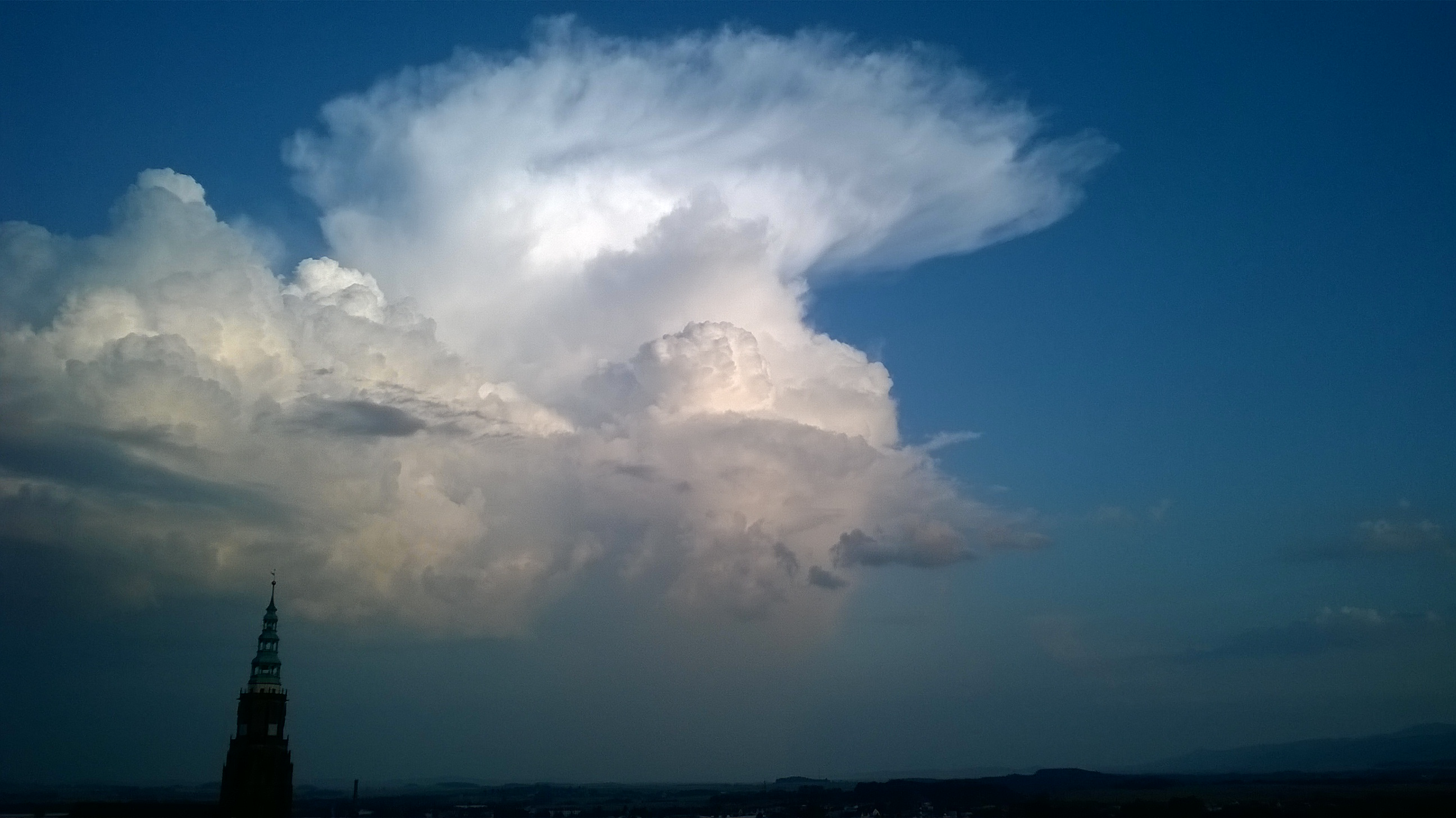
حواف ليفية ركامية متطورة بشكل واضح

### الميزات التكميلية

#### الغيوم التبعي
- القوس (بما في ذلك لفة والجرف الغيوم): منخفضة، وتكوين السحب الأفقي المرتبطة حافة الرائدة في مجال عاصفة رعدية التدفق.[13]
- سحاب القزع: مصحوبة بطبقة سفلية من السحب المتكونة في هطول الأمطار.[14]
- بيلوس (نوع كالفوس فقط): سحابة صغيرة تشبه الغطاء فوق الركام الأم.
- فيلوم: ورقة أفقية رقيقة تتشكل حول منتصف الركام.[15]

#### الميزات التكميلية
- السندان (النوع كابيلاتوس فقط): الركام ذو القمة الشفافة المسطحة التي تشبه السندان الناجم عن قص الرياح حيث تصطدم التيارات الهوائية الصاعدة بطبقة الانقلاب عند التروبوبوز.[16]
- سحاب ماما أو سحاب ماماتوس: تتكون من نتوءات تشبه الفقاعة على الجانب السفلي.
- طوبا: عمود معلق من قاعدة السحابة يمكن أن يتطور إلى سحابة قمعية أو إعصار. من المعروف أنها تهبط على ارتفاع منخفض جدًا، وأحيانًا لا تزيد عن 20 قدم (6 م) فوق مستوى سطح الأرض.[15]
- الخط المائل عبارة عن خط من الركام الصغير أو الركام المرتبط عمومًا بالعواصف الرعدية الشديدة.
- قمة التجاوز  [لغات أخرى]‏ هي قبة ترتفع فوق العاصفة الرعدية. يرتبط بالطقس القاسي.

#### الميزات الإضافية القائمة على هطول الأمطار
- المطر: هطول الأمطار الذي يصل إلى الأرض على شكل سائل، غالبًا في عمود هطول الأمطار.[17]
- فيرجا: هطول الأمطار الذي يتبخر قبل وصوله إلى الأرض.[15]

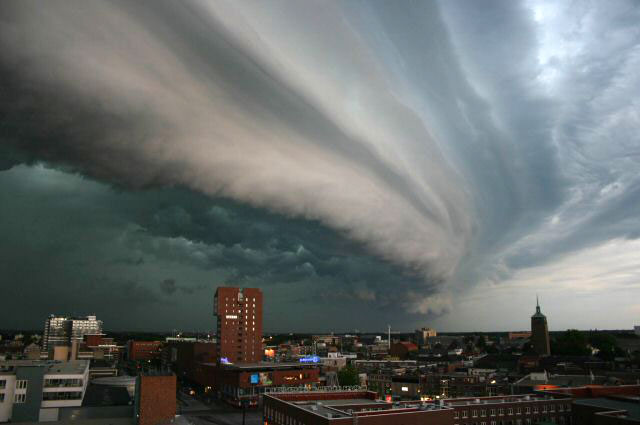
سحابة Arcus (سحابة الرف) تؤدي إلى عاصفة رعدية
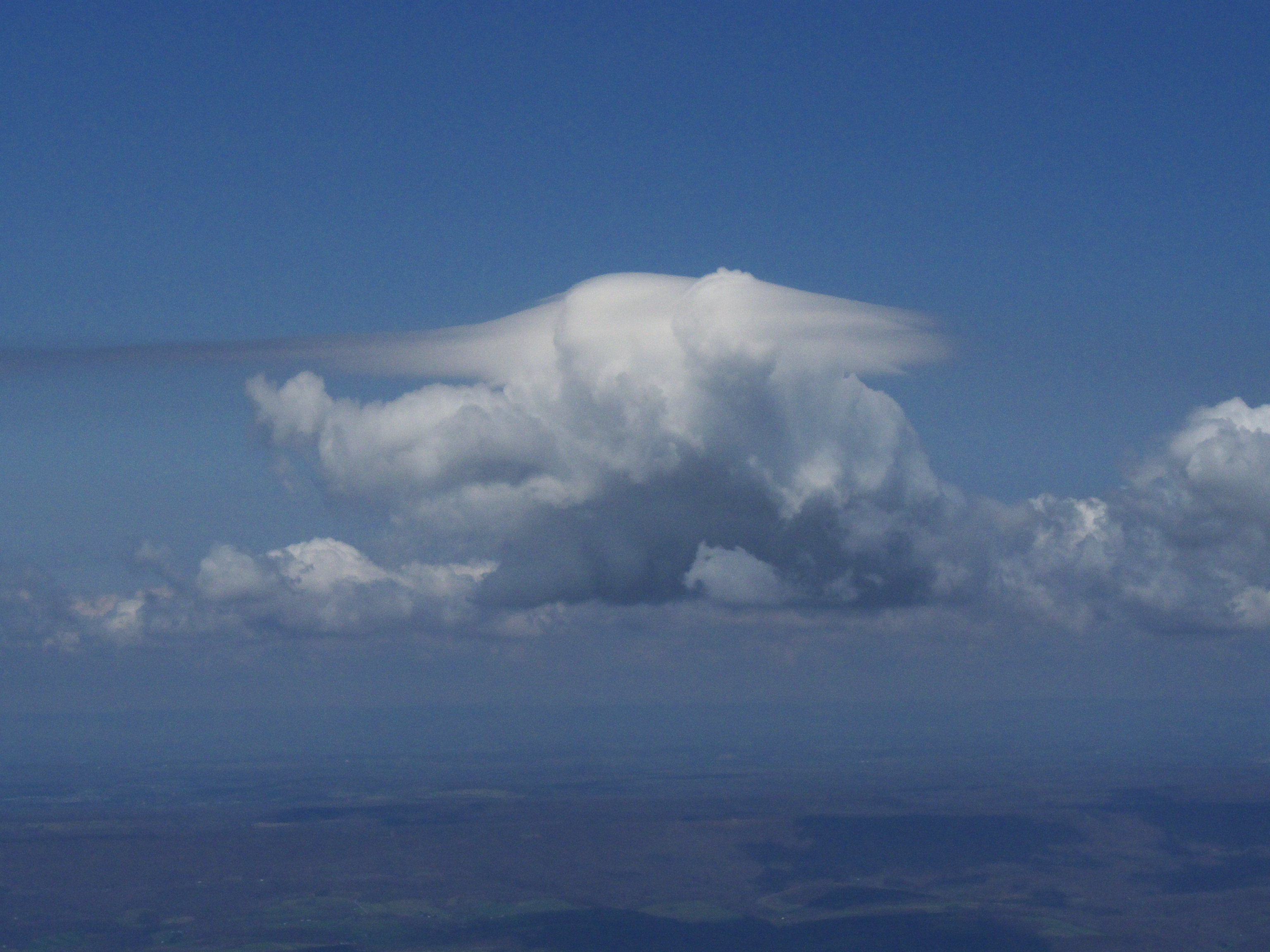
غطاء (صديد) فوق احتقان
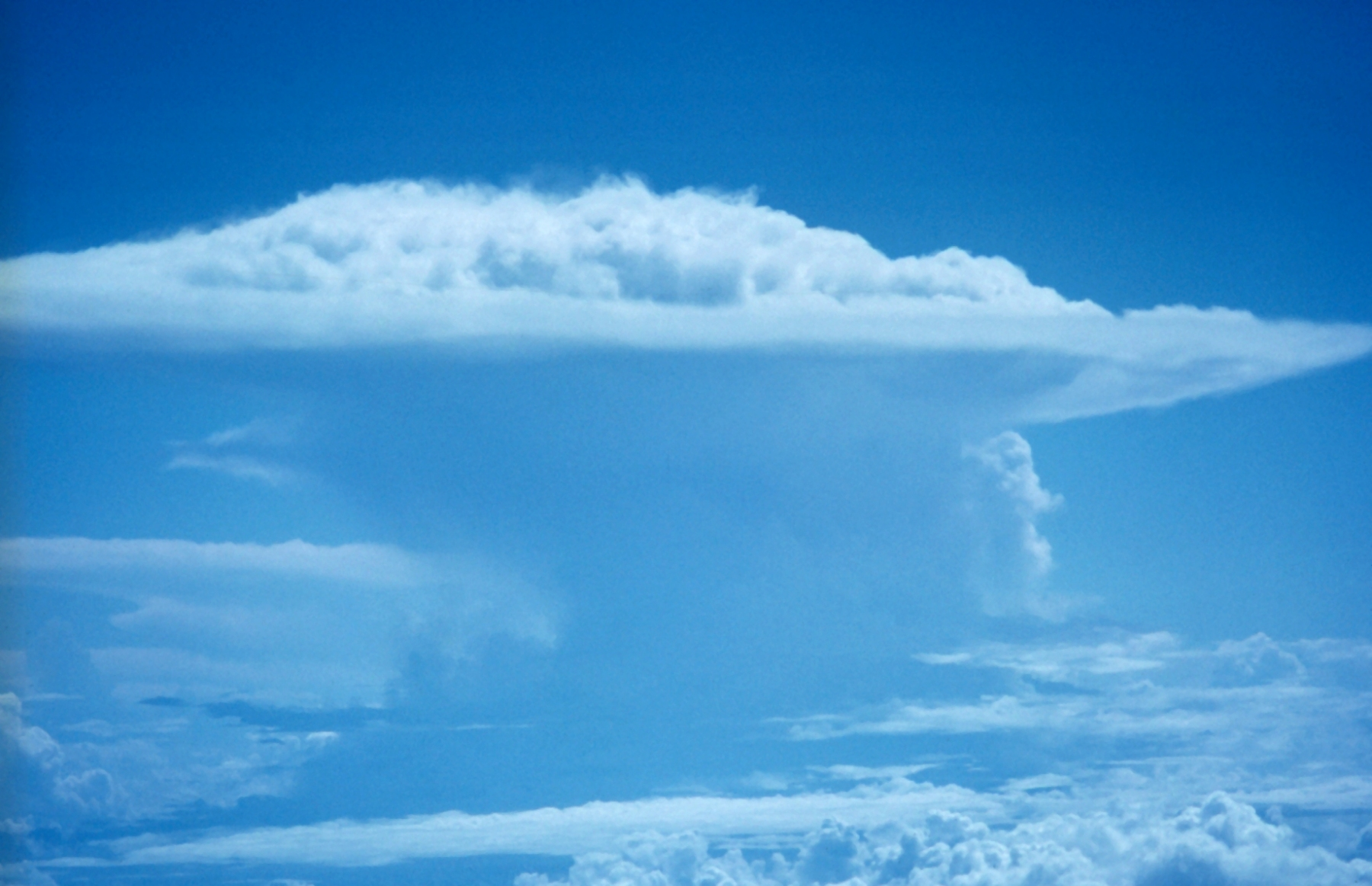
إنكوس مع حافة فيلوم
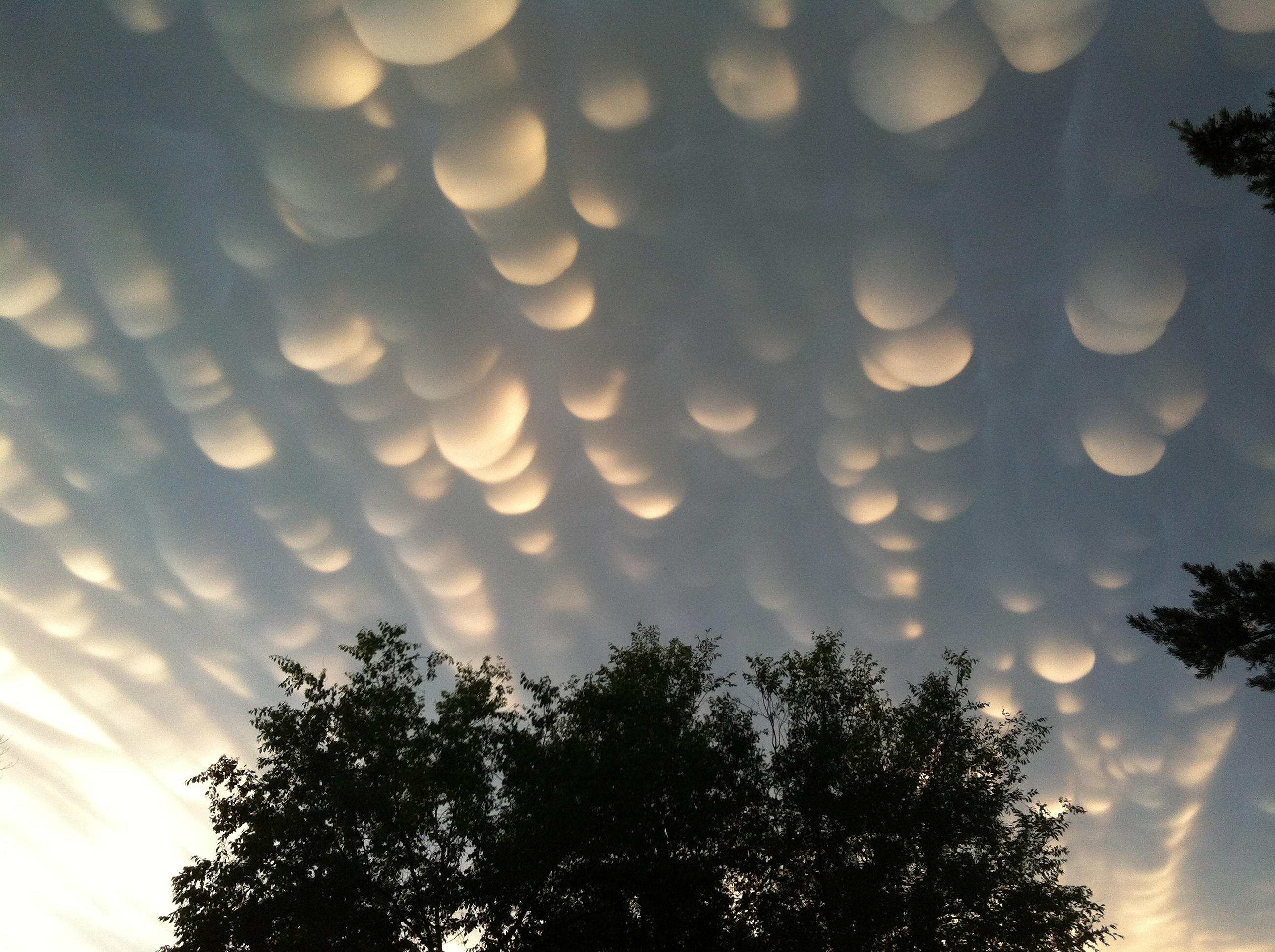
Mammatocumulus مع تدلى الجيوب
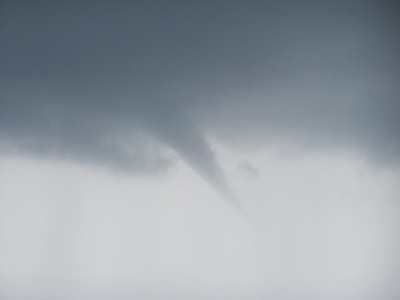
سحابة قمع (طوبا) فوق هولندا
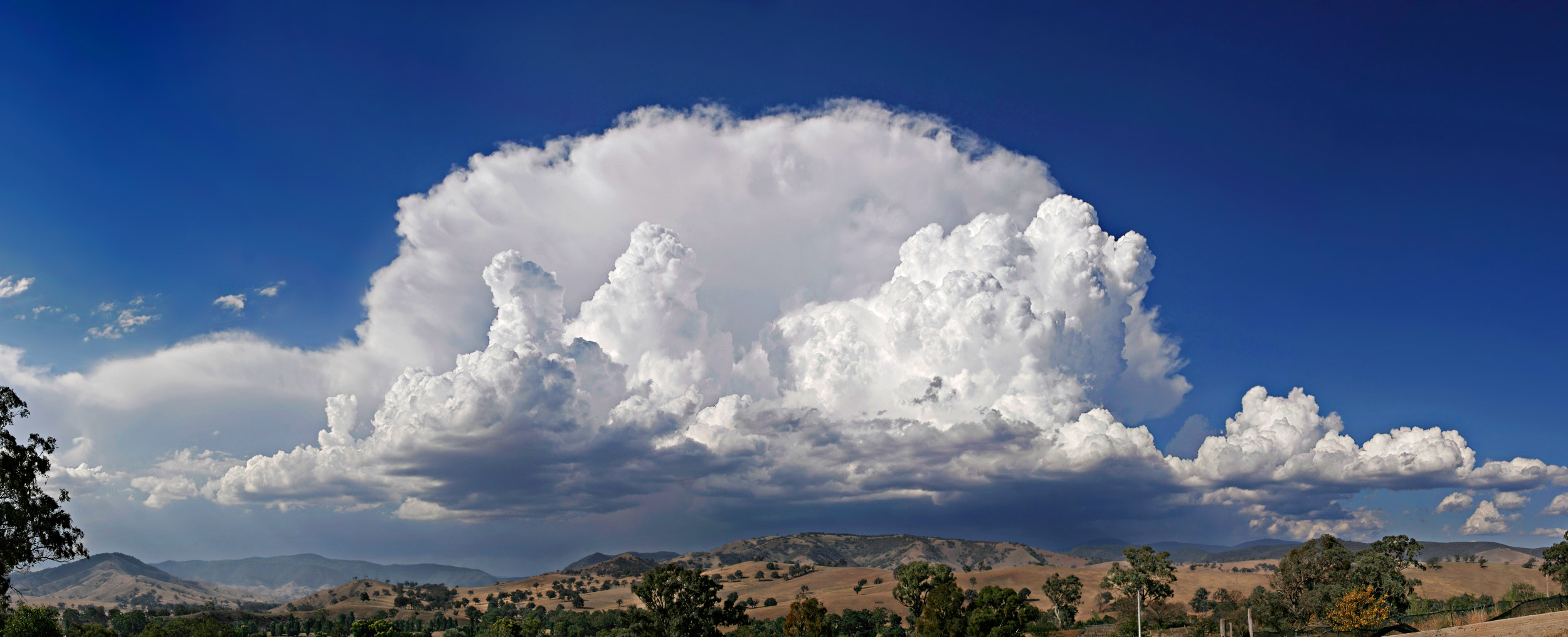
خط مرافئ أمام عاصفة رعدية قوية
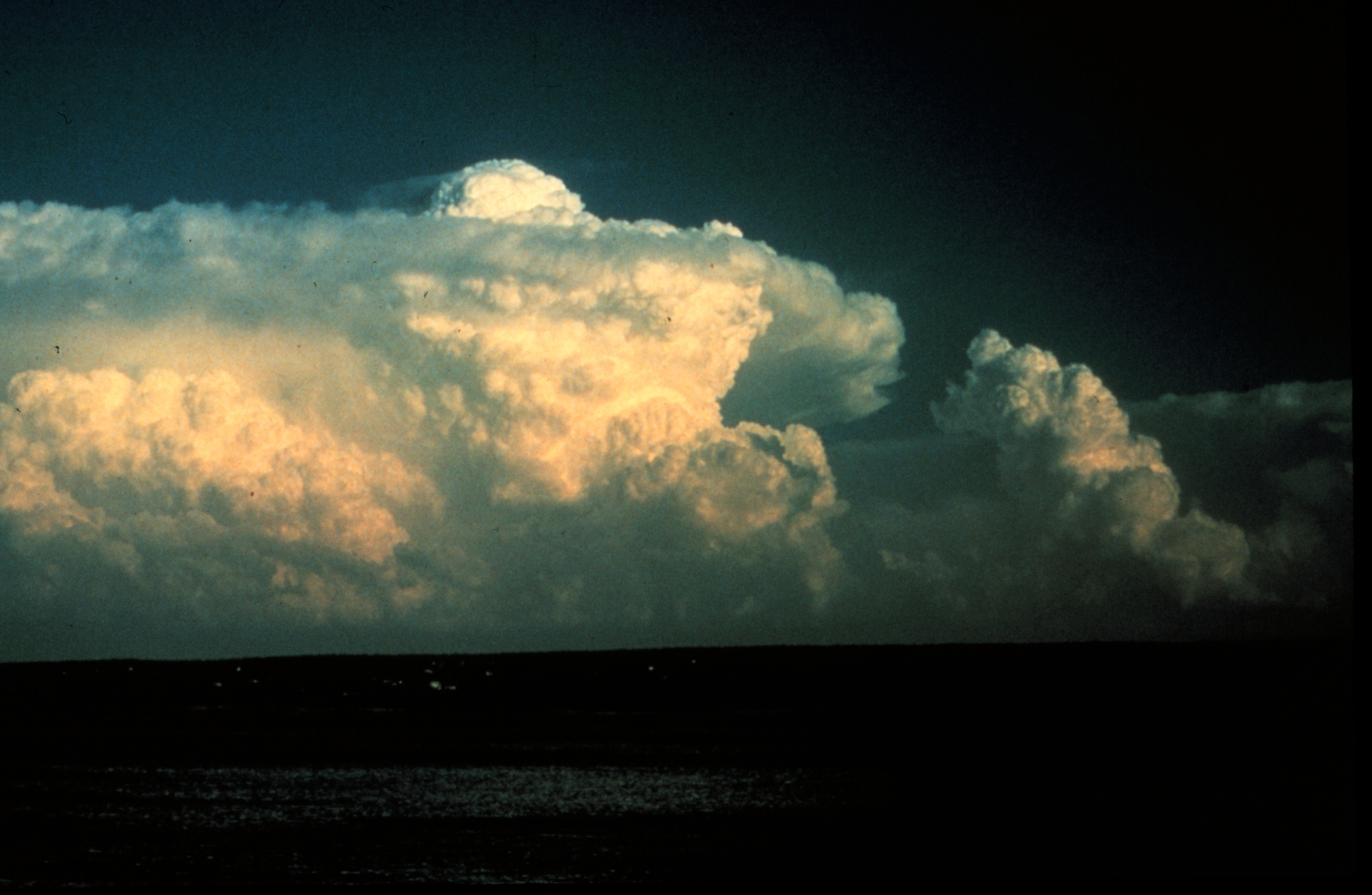
قمة التجاوز هي قبة من السحب فوق الركام
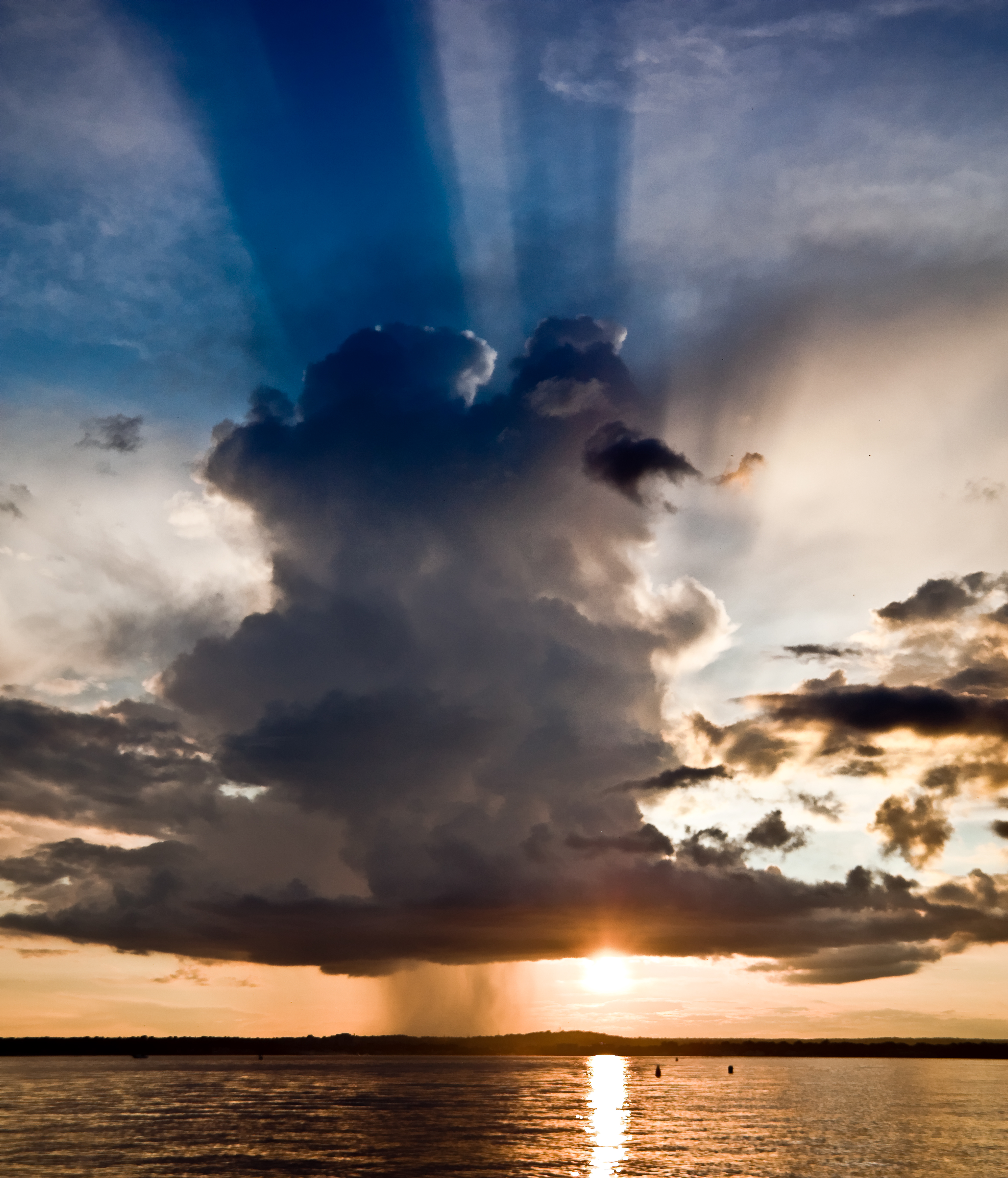
الركام الركامي العجول مقابل ضوء الشمس مع تساقط المطر تحته كعمود المطر  [لغات أخرى]‏ (praecipatio).
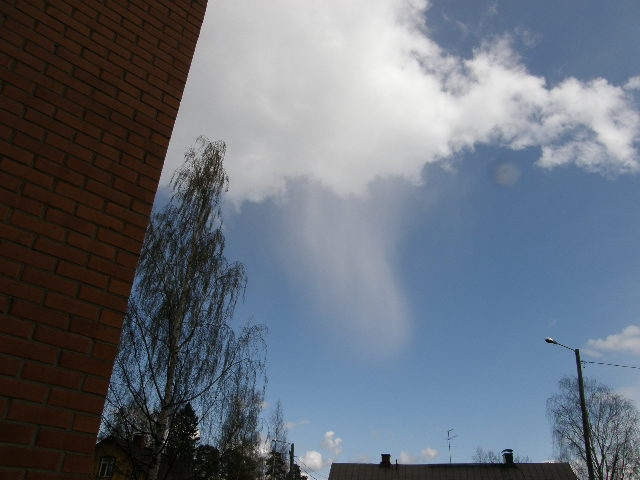
يتبخر المطر قبل وصوله إلى الأرض (برج العذراء)

## تأثيرات

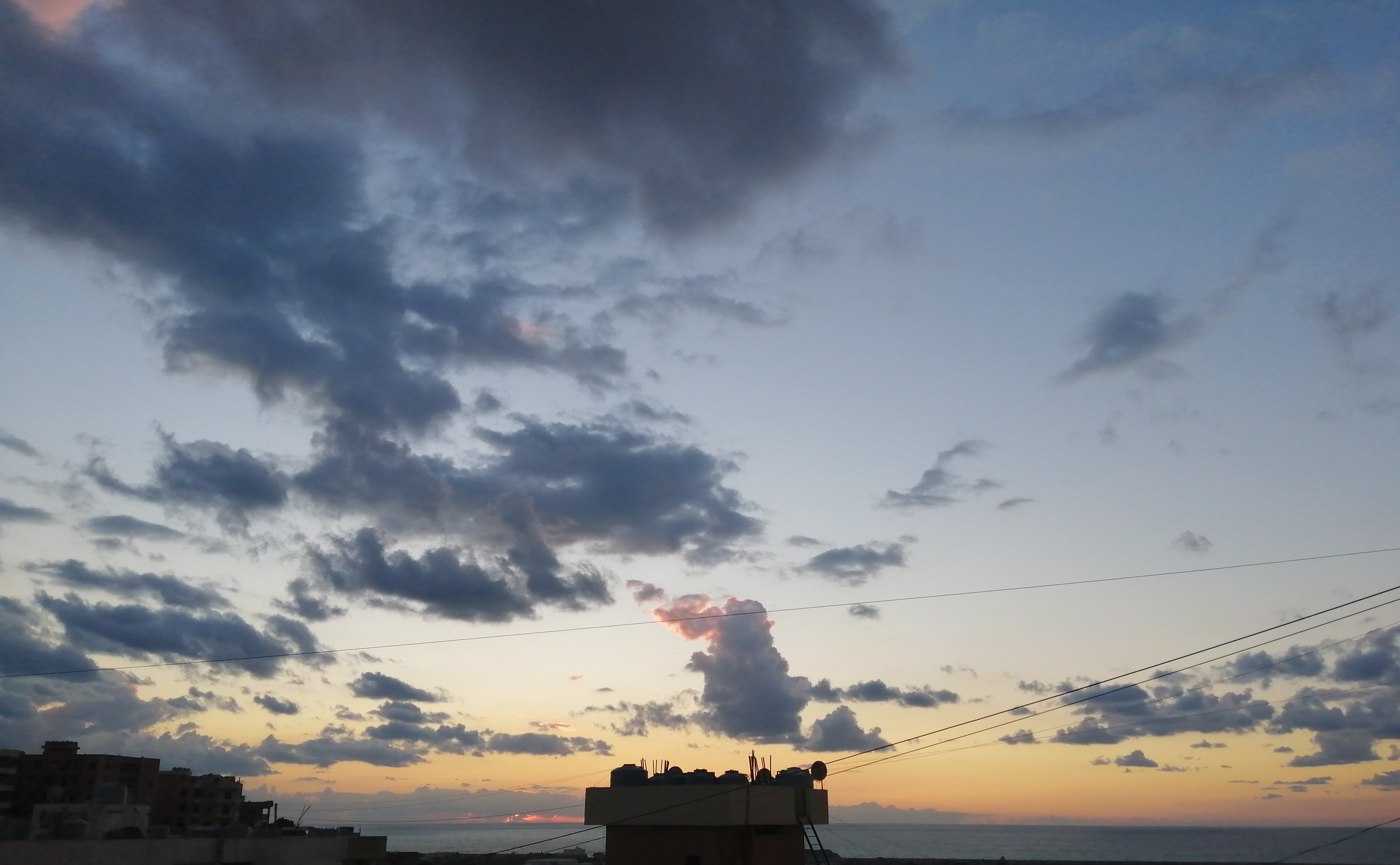
سحب أخذت شكل عمودي كثيف على ارتفاعات منخفضة نسبياً من على سطح الأرض.

يمكن أن تنتج خلايا العاصفة التراكمية أمطارًا غزيرة ذات طبيعة الحمل الحراري (غالبًا في شكل عمود مطر) وفيضانات مفاجئة، بالإضافة إلى رياح خط مستقيم. تموت معظم خلايا العاصفة بعد حوالي 20 دقائق، عندما يتسبب هطول الأمطار في مزيد من السقوط من التيار الصاعد، مما يؤدي إلى تبديد الطاقة. ومع ذلك، إذا كان هناك ما يكفي من الطاقة الشمسية في الغلاف الجوي (في يوم صيفي حار، على سبيل المثال)، يمكن أن تتبخر الرطوبة من خلية عاصفة واحدة بسرعة - مما يؤدي إلى تكوين خلية جديدة على بعد بضعة كيلومترات من الخلية السابقة. يمكن أن يتسبب هذا في استمرار العواصف الرعدية لعدة ساعات. يمكن أن تسبب السحب الركامية أيضًا عواصف شتوية خطيرة (تسمى " العواصف الثلجية ") والتي تجلب البرق والرعد والثلوج الغزيرة. ومع ذلك، فإن السحب الركامية هي الأكثر شيوعًا في المناطق الاستوائية.

## دورة الحياة أو المراحل

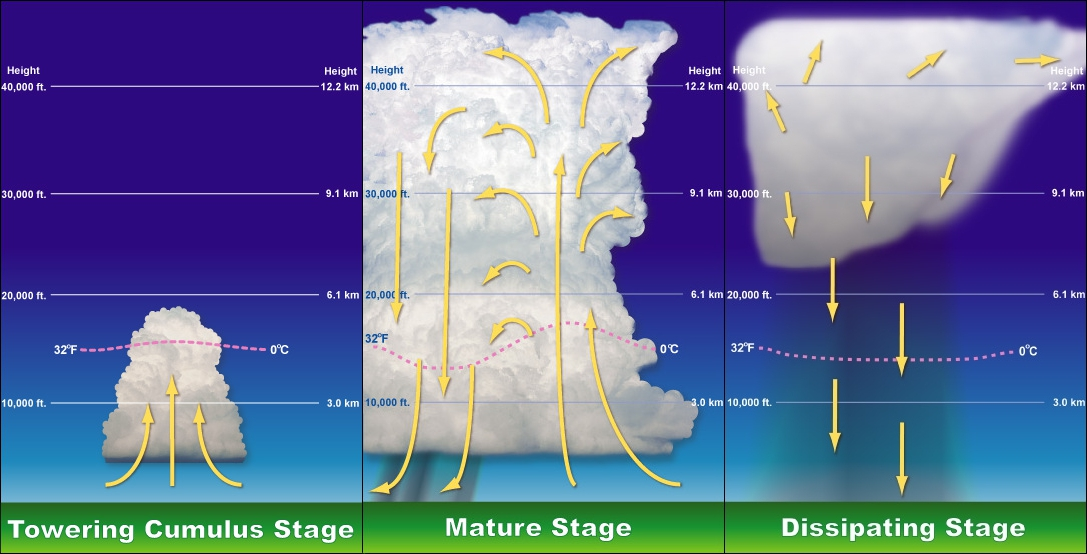
مراحل حياة السحابة الركامية.

بشكل عام، يتطلب الركام الركامي الرطوبة، وكتلة هوائية غير مستقرة، وقوة رفع (حرارة) من أجل التكوين. تمر غيمة عاصفة عادةً بثلاث مراحل: مرحلة التطور، ومرحلة النضج (حيث قد تصل السحابة الرئيسية إلى حالة السحابة الخارقة في ظروف مواتية)، ومرحلة التبديد. متوسط العاصفة الرعدية يبلغ 24 كيلومتر (15 ميل) ويبلغ ارتفاعه حوالي 12.2 كيلومتر (40,000 قدم). اعتمادًا على الظروف الموجودة في الغلاف الجوي، تستغرق هذه المراحل الثلاث ما متوسطه 30 دقيقة.

## أنواع السحب
الغيوم تشكل عندما ندى درجة حرارة المياه يتم التوصل في وجود نواة التكثيف في التروبوسفير. الغلاف الجوي هو نظام ديناميكي، وتؤدي الظروف المحلية للاضطراب والارتفاع وغيرها من العوامل إلى ظهور أنواع عديدة من السحب. تحدث أنواع مختلفة من السحابة بشكل متكرر بما يكفي لتصنيفها. علاوة على ذلك، يمكن لبعض عمليات الغلاف الجوي أن تجعل السحب تنتظم في أنماط مميزة مثل سحب الموجة أو السحب الشعاعية. هذه هياكل كبيرة الحجم ولا يمكن التعرف عليها بسهولة دائمًا من وجهة نظر واحدة.

## روابط خارجية
- Clouds-Online.com Cloud Atlas مع العديد من الصور ووصف الأجناس السحابية المختلفة.
- MetOffice.gov.uk تعرف على المزيد حول العواصف الرعدية وكيفية تشكل السحب الركامية.